# Lee Sang-yoon (actor)
Lee Sang-yoon (Hangul: 이상윤) es un actor surcoreano. Es más conocido por sus roles protagónicos en Life Is Beautiful (2010), The Duo (2011), My Daughter Seo-young (2012), Goddess of Fire (2013), Angel Eyes (2014), Liar Game (2014), On the Way to the Airport (2016), Whisper (2017) y About Time (2018).

## Biografía
El 29 de enero de 2022 su agencia anunció que había dado positivo para COVID-19, por lo que se encontraba tomando las medidas necesarias y en cuarentena. El 5 de febrero del mismo año se anunció que el actor ya se había recuperado.

## Carrera
Es miembro de la agencia "J-Wide Company".
Lee Sang-yoon fue seleccionado de entre una multitud en las calles de Yeouido por su exdirector de la agencia, a la edad de 24 años. Haciendo su debut en 2005 en un comercial para Hite Beer. Él ganó el premio a Mejor Actor Nuevo en los MBC Drama Awards 2010 por el Home Sweet Home.
Lee ganó reconocimiento por su rol en la obra de fin de semana familiar Mi Hija Seo-young (2012), el cual obtuvo un 47.6% de audiencia, haciéndolo la obra coreana más valorada de 2013.
En 2013 Lee se graduó de la prestigiosa Universidad Nacional de Seúl con un grado en Físicas. Habiendo ingresado en 2000, pero su carrera artística y el servicio militar obligatorio resultaron en su graduación retrasada.
Lee regresó a la pantalla con Goddess of Fire como el Príncipe Gwanghae.
Lee protagonizó su primera película de cine en 2014 con la cinta romántica Santa Barbara. El mismo año participó también en Ojos de Ángel y la serie de thriller de misterio Liar Game.
En 2015 protagonizó la serie de comedia romántica Segundos 20.
En 2016 protagonizó el melodrama romántico On the Way to the Airport. y obtuvo su segundo protagónico en la pantalla grande con el thriller Insane.
En 2017, Lee protagonizó el drama legal Whisper (SBS).
En 2018 Lee protagonizó el melodrama de fantasía About Time al lado de Lee Sung-kyung.
En el 2019 se anunció que se había unido al elenco de la película Okay! Madam, donde dará vida a Chul-seung, un espía norcoreano que secuestra un avión para encontrar a uno de sus agentes desaparecidos y lanza el viaje de la familia de Mi-young (Uhm Jung-hwa) al caos. En enero del mismo año se anunció que se encontraba en pláticas para unirse al elenco principal de la serie Women Who Have Secrets.
En febrero del mismo año también se anunció que se encontraba en pláticas para unirse al elenco principal de la serie VIP donde podría interpretar a Park Sung-joon.
El 28 de octubre del mismo año se unió al elenco principal de la serie VIP, donde dio vida a Park Sung-joon, un hombre talentoso que comete un error, hasta el final de la serie el 24 de diciembre del mismo año.
El 17 de septiembre de 2021 se unió al elenco principal de la serie One the Woman donde interpretó a Han Seung-wook, un chaebol de tercera generación, hasta el final de la serie el 6 de noviembre del mismo año.

## Filmografía

### Series
| Año  | Título                        | Hangul                       | Rol                          | Canal   | Ref.          |
| ---- | ----------------------------- | ---------------------------- | ---------------------------- | ------- | ------------- |
| 2007 | Drama City "Transformation"   | 드라마시티 - 변신            | Charles                      | KBS2    |               |
| 2007 | Air City                      | 에어시티                     | Kim Jung-min                 | MBC     |               |
| 2007 | Drama City "Sky Lovers"       | 드라마시티 - 하늘 연인       | Moon Ui-sik                  | KBS2    |               |
| 2007 | Likeable or Not               | 미우나 고우나                | Seo Woo-jin                  | KBS1    |               |
| 2008 | The Scale of Providence       | 신의 저울                    | Kim Woo-bin                  | SBS     |               |
| 2008 | I Love You, Don't Cry         | 사랑해, 울지마               | Jang Hyun-woo                | MBC     |               |
| 2009 | Heading to the Ground         | 맨땅에 헤딩                  | Jang Seung-woo               | MBC     |               |
| 2010 | Jejungwon                     | 제중원                       | Ji Seok-young (cameo)        | SBS     |               |
| 2010 | Life Is Beautiful             | 인생은 아름다워              | Yang Ho-sub                  | SBS     |               |
| 2010 | Home Sweet Home               | 즐거운 나의 집               | Kang Shin-woo                | MBC     |               |
| 2011 | The Duo                       | 짝패                         | Gwi-dong                     | MBC     |               |
| 2012 | My Daughter Seo-young         | 내 딸 서영이                 | Kang Woo-jae                 | KBS2    |               |
| 2013 | Goddess of Fire               | 불의 여신 정이               | Principe Gwanghae            | MBC     |               |
| 2014 | Angel Eyes                    | 엔젤 아이즈                  | Park Dong-joo/Dylan Park     | SBS     |               |
| 2014 | Liar Game                     | 라이어 게임                  | Ha Woo-jin                   | tvN     |               |
| 2015 | Unkind Ladies                 | 착하지 않은 여자들           | Top star (cameo, episodio 3) | KBS2    | [ 30 ]        |
| 2015 | Second 20s                    | 두번째 스무살                | Cha Hyun-seok                | tvN     |               |
| 2016 | On the Way to the Airport     | 공항 가는 길                 | Seo Do-woo                   | KBS2    |               |
| 2017 | Whisper                       | 귓속말                       | Lee Dong-joon                | SBS     |               |
| 2018 | About Time                    | 멈추고 싶은 순간: 어바웃타임 | Lee Do-ha                    | tvN     |               |
| 2019 | VIP                           | 브이아이피                   | Park Seong-joon              | SBS     |               |
| 2020 | Amor en la ciudad             | 도시남녀의 사랑법            | Go Gyeong-gu                 | KakaoTV |               |
| 2021 | One the Woman                 | 원 더 우먼                   | Han Seung-wook               | SBS     | [ 31 ] [ 32 ] |
| 2023 | Pandora: Beneath the Paradise | 판도라: 조작된 낙원          | Pyo Jae-hyun                 | tvN     | [ 33 ] [ 34 ] |

### Películas
| Año  | Título        | Hangul       | Rol               |
| ---- | ------------- | ------------ | ----------------- |
| 2007 | Sex Is Zero 2 | 색즉시공 2   | Gi-jo             |
| 2014 | Santa Barbara | 산타바바라   | Jung-woo          |
| 2016 | Insane        | 날, 보러와요 | Na Nam-Soo        |
| 2019 | Okay! Madam   |              | Agente Chul-seung |

### Espectáculo de variedades
| Año           | Título          | Hangul     | Rol                |
| ------------- | --------------- | ---------- | ------------------ |
| 2020          | Handsome Tigers |            | miembro            |
| 2017-presente | All The Butlers | 집사부일체 | Miembro de reparto |

### Presentador
| Año  | Evento                  | Notas                    |
| ---- | ----------------------- | ------------------------ |
| 2020 | 34th Golden Disc Awards | presentador de categoría |

### Teatro
| Año  | Obra                 | Personaje | Notas                |
| ---- | -------------------- | --------- | -------------------- |
| 2022 | Freud’s Last Session |           | junto a Oh Young-soo |

### Revistas / sesiones fotográficas
- 2021: GQ Magazine[38]

## Premios y nominaciones
| Año  | Premio                                       | Categoría                                                        | Nominación                             | Resultado |
| ---- | -------------------------------------------- | ---------------------------------------------------------------- | -------------------------------------- | --------- |
| 2009 | 36th Korea Broadcasting Awards               | Best Newcomer, TV Actor                                          | I Love You, Don't Cry                  | Ganador   |
| 2010 | MBC Drama Awards                             | mejor actor nuevo                                                | Home Sweet Home                        | Ganador   |
| 2012 | 20th Korean Culture and Entertainment Awards | premio a la popularidad, Actor in a Drama                        | My Daughter Seo-young                  | Ganador   |
| 2012 | KBS Drama Awards                             | mejor pareja junto a Lee Bo-young                                | My Daughter Seo-young                  | Ganador   |
| 2013 | 8th Asia Model Festival Awards               | BBF Popular Star Award                                           | [NA]: {{{1}}}                          | Ganador   |
| 2013 | 49th Baeksang Arts Awards                    | mejor actor (TV)                                                 | My Daughter Seo-young                  | Nominado  |
| 2013 | 6th Korea Drama Awards                       | premio a la excelencia, Actor                                    | My Daughter Seo-young, Goddess of Fire | Nominado  |
| 2013 | 2nd APAN Star Awards                         | premio a la excelencia, Actor                                    | My Daughter Seo-young                  | Nominado  |
| 2013 | MBC Drama Awards                             | premio a la excelencia, actor de drama especial                  | Goddess of Fire                        | Nominado  |
| 2014 | SBS Drama Awards                             | premio a la excelencia, actor de drama especial                  | Angel Eyes                             | Nominado  |
| 2014 | SBS Drama Awards                             | mejor pareja junto a Ku Hye-sun                                  | Angel Eyes                             | Ganador   |
| 2015 | 4th APAN Star Awards                         | premio a la excelencia, Actor de Miniseries                      | Liar Game, Twenty Again                | Nominado  |
| 2016 | 37th Blue Dragon Film Awards                 | mejor actor nuevo                                                | 'Insane'                               | Nominado  |
| 2016 | 53rd Grand Bell Awards                       | mejor actor nuevo                                                | 'Insane'                               | Nominado  |
| 2016 | KBS Drama Awards                             | premio a la excelencia, Actor de Miniseries                      | On the Way to the Airport              | Ganador   |
| 2016 | KBS Drama Awards                             | premio alta excelencia, Actor                                    | On the Way to the Airport              | Nominado  |
| 2016 | KBS Drama Awards                             | mejor pareja junto a Kim Ha-neul                                 | On the Way to the Airport              | Ganador   |
| 2017 | SBS Drama Awards                             | premio alta excelencia, actor de drama                           | Whisper                                | Nominado  |
| 2018 | 12th SBS Entertainment Award                 | New Star                                                         | All The Butlers                        | Ganador   |
| 2019 | 2019 SBS Entertainment Award                 | Excellence Award (Show/Variety)                                  | All The Butlers                        | Ganador   |
| 2019 | SBS Drama Award                              | Excellence Award in Miniseries (Male)                            | VIP                                    | Ganador   |
| 2021 | 2021 SBS Drama Award                         | Top Excellence Award, Actor in a Miniseries Romance/Comedy Drama | One the Woman                          | Ganador   |
| 2021 | 2021 SBS Drama Award                         | Best Couple Award (junto a Lee Ha-nee)                           | One the Woman                          | Nominados |